# Niko Del Hierro
Nicolás del Hierro Cano (25 de agosto de 1966) es integrante de la banda de Heavy Metal española Saratoga. Es el único miembro que ha permanecido durante toda la historia de la banda, de la que entró a formar parte en 1992.

## Biografía

### Primeros años
Nació y se crio en el barrio madrileño de Carabanchel. Desde joven comenzó a estudiar en el Conservatorio. Empezó estudiando solfeo, y después guitarra clásica y piano, siendo el aprendizaje del bajo de forma autodidacta. Fue más tarde cuando comenzó a recibir clases de Carlos Vázquez “Tibu”, en aquella época bajista de Banzai y de Luz Casal. Fue gracias a él que conoció a la banda estadounidense Talas y a Billy Sheehan, junto a otra cantidad de músicos. Todo ello, despertó su interés por el bajo eléctrico. 
Cuenta que su primer concierto lo realizó con catorce años en una iglesia de su barrio. Tocaron versiones de bandas de gran renombre internacional como Judas Priest, Black Sabbath, Deep Purple, o Iron Maiden. Más tarde incluso llegó a ser de cantante con su grupo de amigos, que llamaron “Ácido”. Se dedicaban a actuar en los institutos de la zona. Más tarde constituyeron otro nuevo grupo que llamado "Hades", con el que llegaron a grabar un LP “Entre el fuego y la cruz” que nunca salió a la venta, pero del que conserva un ejemplar. Con el paso del tiempo le llamaron para sustituir al bajista de un grupo que se llamaba “Zero” que tenía ya dos discos publicados, con quienes no llegó a encajar.
Luego conoció a José "El Pajarito", guitarra por aquel entonces del grupo “Sobredosis”, quien le propuso formar parte como bajista. Al tiempo, otra banda llamada "King Kong" estaba buscando un bajista y un guitarrista. José y él, grabaron una maqueta, y conocieron a Luis García (Orquesta Mondragon, Ramoncín, Sobredosis...), que fue un enlace para conocer a Joaquín Luqui, periodista en la Cadena SER, quien le comenzó a mover en las discográficas.
Javier Gálvez, su mánager de toda la vida, le llama para tocar con Panzer, y tras hablar con su cantante, Carlos Pina, y tras un concierto en el antiguo Canciller, junto al guitarrista Alfonso Samos deciden no continuar juntos.
José Carlos Molina se pone en contacto con él, para que pasara a formar parte del grupo Ñu. Llegó a participar en la grabación del disco "Dos Años de Destierro" junto a Jerónimo Ramiro y Enrique Ballesteros. Durante la gira por España, coincidieron con Medina Azahara en la denominada "Gira de Moros y Cristianos". A partir de ahí, le surge la primera oferta de ir a tocar el bajo con Medina Azahara, pero rechaza la oferta al vivir lejos de Córdoba, y el apego a la banda Ñu. Entre todo este proceso, se cruza Ramoncín, por mediación de Luis García, batería en aquel momento. Le ofrecen hacer una gira por México. Aunque finalmente, y tras algunos ensayos, no viajan y sigue en Ñu, compaginándolo con un grupo de Rythm and blues: “El Club de la Noche”, y tocan en algunos de los locales de la época durante un corto periodo de tiempo.
Más tarde le llega otra oferta. Es de Javier Gálvez, quien le llama de nuevo para formar parte de la banda Barón Rojo. Decidió marcharse con ellos y llegó a participar en 1992 en la grabación del disco "Desafío", actuando también en directo durante un año y medio, junto a Armando De Castro, Carlos De Castro y Jose A. Nogal “Rhamakan”, llegando a realizar la gira "Gigantes del Rock" del año 1991.

### Saratoga
Corría el verano del '92 cuando va a ver a Jerónimo Ramiro, que por aquel entonces seguía con Ñu y le propone formar juntos la banda Saratoga creando temas y dando forma a lo que buscaban. Al principio su principal misión fue encontrar batería y cantante, y componer sus primeros temas. De este modo, comenzó Saratoga junto con Jero Ramiro, y Marcos Parra, sin disco. Fue después cuando entró Tony Domínguez “Masada”. Después, se incorporan Fortu Sanchez, vocalista de la banda Obus y Joaquín Arellano. Grabaron una maqueta, se consolidaron y a continuación, editan su primer CD, "Saratoga". Posteriormente, entró Gabriel Boente, con quien realizaron el disco “Mi Ciudad” un gran disco, y a continuación, Dani Pérez (batería) y Leo Jiménez.
Posteriormente, Saratoga comenzó a hacer su primera gira internacional junto a Andy C a la batería, Tony Hernando a la guitarra, Tete Novoa a la voz. En 2013, deciden parar.
En febrero de 2015 volvió a girar nuevamente por España y Sudamérica con Saratoga después de tener varias conversaciones con: Jero Ramiro, Dani Pérez, Tete Novoa.
El 13 de mayo de 2016 sacaron su disco Morir en el Bien Vivir en el Mal.

### Otros trabajos
Ha compaginado todo esto dando clases como Músico de Estudio, Profesor de bajo, Masterclass.

### Discografía con Hades
- Entre el fuego y la cruz(EP) (1985)

### Discografía con ÑU
- Dos años de destierro (1990)

### Discografía con Barón Rojo
- Desafío (1992)

### Discografía con Saratoga
- Saratoga (1995)
- Tributo (1996)
- Acústico Cadena 100 (1996)
- Mi ciudad (1997)
- Vientos de guerra (1999)
- Tiempos de directo (2000)
- Agotarás (2002)
- A morir (2003)
- El clan de la lucha (2004)
- Tierra de lobos (2005)
- The fighting clan (2006)
- VII (2007)
- Secretos y revelaciones (2009)
- Revelaciones de una noche (2010)
- Némesis (2012)
- El Concierto de los Cien Duros (2014)
- Morir en el bien, Vivir en el mal (2016)
- Vuelve a Morir (15 Años Después) (2018)
- Aeternus (2018)
- XXX (2021)